# LP (cantante)
LP, pseudonimo di Laura Pergolizzi (Huntington, 18 marzo 1981), è una cantautrice statunitense di origini italiane.

## Biografia
Nacque a Huntington, Long Island, da genitori di origine italiana: i nonni materni erano di Napoli e il nonno paterno di Palermo. La madre Marie, cantante lirica, fece ascoltare a Laura l'opera e, scoperto il talento della figlia, ne sostenne la volontà di diventare cantautrice. Grazie al padre, Laura scoprì Elvis Presley e Buddy Holly, mentre il primo pezzo imparato fu A Hard Day's Night dei The Beatles. Pergolizzi si trasferì a New York e adottò il nome d'arte di LP. Da adolescente si avvicinò alla radio e si appassionò ai The Beatles,  Queen, Led Zeppelin, The Rolling Stones, Nirvana e Jeff Buckley.

## Vita privata
Segue una dieta vegetariana e sostiene in modo attivo e militante i diritti della comunità LGBT, della quale è esponente; ha avuto una relazione con la cantante e modella Lauren Ruth Ward.

## Carriera

### 2001-2004:Heart-Shaped ScareSuburban Sprawl & Alcohol
David Lowery della band Cracker vide una sua performance e le affidò Cinderella, brano di Gentleman's Blues, album della band uscito nel 1998. Nel 2001 uscì il suo album di esordio, Heart-Shaped Scar, per Koch Records.
Il suo secondo album, Suburban Sprawl & Alcohol, frutto della collaborazione con la cantautrice, produttrice discografica e musicista Linda Perry, uscì nel giugno del 2004 per Lightswitch Records. Nonostante un lungo tour per promuovere l'uscita del disco e le recensioni positive della critica, l'album non riuscì a ottenere un riconoscimento diffuso.

### 2006-2010: lavoro da cantautrice
Nel 2006 partecipò ad una conferenza musicale nell'ambito del festival South by Southwest e attorno a lei nacque una disputa tra le maggiori etichette discografiche, che le fecero varie offerte. Alla fine firmò con The Island Def Jam Music Group, facente parte del Gruppo Universal Music. A causa di divergenze artistiche rescisse il contratto e nel 2007 firmò con un'etichetta discografica indipendente, la SoBe Entertainment. Love Will Keep You Up All Night fu scritta con Billy Mann prima della firma con Island Def Jam Music Group per l'album dei Backstreet Boys Unbreakable, che uscì nel 2007. Scrisse e presentò dal vivo Wasted, tratta dal suo album Suburban Sprawl & Alcohol e divenuta la colonna sonora della serie televisiva statunitense A sud del Paradiso (South of Nowhere). Nel corso del 2009 incominciò a comporre canzoni per altri artisti, lavorando a lungo sui testi di Superficial, album di esordio di Heidi Montag. Co-scrisse con Heidi Montag il singolo More Is More e le tracce Twisted, Hey Boy e Love It or Leave It. Una canzone che scrisse con Alexander Kronlund, Standing Where You Left Me, fu pubblicata nel primo album di Erik Hassle, Pieces (Roxy/EMI/Universal).

### 2010-2012:Into the Wild: Live at EastWest Studios
Nell'agosto del 2010 fu annunciata la sua firma con 2101 Records, la casa discografica del produttore RedOne.
LP ottenne il suo primo importante incarico come cantautrice collaborando alla scrittura di una canzone per l'artista barbadiana Rihanna, Cheers (Drink to That), presente nel suo quinto album in studio Loud. Il brano fu pubblicato come singolo il 12 novembre 2010 e riscosse un buon successo a livello mondiale. Continuò la sua ascesa collaborando alla composizione di Beautiful People, canzone cantata da Christina Aguilera e presente nell'album Burlesque: Original Motion Picture Soundtrack, pubblicato il 22 novembre 2010 tramite la RCA Records.
Nel giugno 2011 partecipò alla scrittura del brano Afraid to Sleep, eseguita nel 2011 dalla finalista di The Voice Vicci Martinez, classificatasi terza. Nel settembre dello stesso anno firmò un contratto con Warner Bros. Records. Poco dopo Into the Wild, da lei scritta e interpretata, fu usata in una campagna pubblicitaria televisiva di Citibank. Nell'aprile 2012 LP pubblicò il suo primo album per una etichetta major, Into the Wild: Live at EastWest Studios, e intraprese vari tour, esibendosi anche sui palchi di festival come SXSW, Bonnaroo, Lollapalooza, Bumbershoot, Tropfest, Sonic Boom a Tokyo e Hyde Park a Londra.
Nel 2012 divenne la prima testimonial femminile della nota azienda di chitarre acustiche Martin.

### 2013-presente:Forever for Now,Lost on Youe il successo
Nel maggio 2012 fu "artista della settimana" per la rivista Vogue.
Nel corso dei due anni successivi completò la registrazione del suo terzo album, che si avvaleva di collaborazioni con Billy Steinberg, Isabella Summers (componente del gruppo inglese indie rock Florence and the Machine), Josh Alexander, Claude Kelly, Justyn Pilbrow, Carl Ryden e Rob Kleiner. L'album fu prodotto da Rob Cavallo, presidente e produttore di Warner Bros. Records. Il 1º aprile 2014 fu annunciato che il terzo album in studio si sarebbe intitolato Forever for Now. Il disco uscì due mesi dopo. Il primo singolo dell'album fu Night like This. In Canada, nel giugno 2014, fu estratto anche un secondo singolo, Someday. Il 16 settembre 2014 sul sito della rivista Time fu diffuso per la prima volta il videoclip del brano Tokyo Sunrise.
Nel settembre 2015 uscì Muddy Waters, il primo singolo estratto dall'album in studio di imminente uscita. Nel giugno 2016 la canzone fu utilizzata in una scena violenta ed emotivamente molto intensa del finale della quarta stagione della serie Orange Is the New Black. Nello stesso mese fu pubblicato il secondo singolo, intitolato Lost on You, che acquistò grande popolarità in Italia come jingle di uno spot televisivo della compagnia Tre. Entrambe le canzoni sono frutto di una collaborazione con Mike Del Rio e fanno parte dell'EP Death Valley. Lost on You è una vera e propria hit dal forte impatto commerciale nei principali mercati europei, come quello francese e italiano, dove in entrambi i casi ha raggiunto i vertici delle classifiche. 
Il 3 giugno 2016 uscì il singolo Back Where I Belong, rilasciato da Otto Knows co-prodotto da Avicii, brano a cui LP collabora nella scrittura e presta la voce. Dopo aver pubblicato anche un video musicale per il fortunato brano, nel novembre 2016 LP annunciò l'uscita del quarto album in studio, l'omonimo Lost on You, uscito il 9 dicembre e anticipato, l'11 novembre, da un nuovo singolo apripista, Other People.
Il 25 agosto 2018 fu tra gli ospiti internazionali del festival di musica popolare Notte della Taranta a Melpignano, in provincia di Lecce. Nel novembre 2018 annunciò l'uscita dell'album Heart to Mouth, che vide la luce il 7 dicembre seguente.
Nell'estate del 2020 annunciò il ritorno sulle scene con un nuovo singolo, dal titolo The One That You Love, in uscita il 23 luglio.
Nel dicembre 2021 ha pubblicato l'album in studio Churches.
Ad aprile 2023 annuncia l’uscita del nuovo singolo Golden, che anticipa l’uscita del sesto album in studio intitolato Love Lines.

## Discografia

### Album in studio
- 2001 – Heart-Shaped Scar
- 2004 – Suburban Sprawl & Alcohol
- 2014 – Forever for Now
- 2016 – Lost on You
- 2018 – Heart to Mouth
- 2021 – Churches
- 2023 – Love Lines

### EP
- 2012 – Into the Wild: Live at EastWest Studios
- 2012 – Spotify Sessions
- 2016 – Death Valley

### Singoli
- 2012 – Into the Wild (Live)
- 2012 – Into the Wild
- 2014 – Night like This
- 2014 – Tokyo Sunrise
- 2014 – Someday
- 2015 – Muddy Waters
- 2016 – Lost on You
- 2016 – Other People
- 2017 – Strange
- 2017 – Suspicion
- 2017 – When We're High
- 2017 – Switchblade
- 2018 – Girls Go Wild
- 2018 – Recovery
- 2019 – Shaken
- 2020 – The One That You Love
- 2020 – How Low Can You Go
- 2021 – One Last Time
- 2021 – Goodbye
- 2021 – Fighter (con Imanbek)
- 2021 – Angels
- 2021 – Conversation
- 2023 – Golden
- 2023 – One like You
- 2023 – Wild (feat. Levante)

### Autrice per altri artisti
| Anno | Titolo                          | Artista                          | Album                                         | Etichetta          |
| ---- | ------------------------------- | -------------------------------- | --------------------------------------------- | ------------------ |
| 2007 | Love Will Keep You Up All Night | Backstreet Boys                  | Unbreakable                                   | Jive               |
| 2010 | Standing Where You Left Me      | Erik Hassle                      | Taken EP                                      | Roxy/EMI/Universal |
| 2010 | More Is More                    | Heidi Montag                     | Superficial                                   | Warner Bros.       |
| 2010 | Twisted                         | Heidi Montag                     | Superficial                                   | Warner Bros.       |
| 2010 | Hey Boy                         | Heidi Montag                     | Superficial                                   | Warner Bros.       |
| 2010 | Love It or Leave It             | Heidi Montag                     | Superficial                                   | Warner Bros.       |
| 2010 | Beautiful People                | Christina Aguilera               | Burlesque: Original Motion Picture Soundtrack | RCA Records        |
| 2011 | Cheers (Drink to That)          | Rihanna                          | Loud                                          | Island Def Jam     |
| 2011 | You Don't Get to Know           | Hitomi                           |                                               | Avex/Japan         |
| 2011 | Waiting Outside the Lines Remix | Greyson Chance featuring Charice |                                               | Geffen             |
| 2011 | Afraid to Sleep                 | Vicci Martinez                   |                                               | Universal Republic |
| 2011 | I'm Still Hot                   | Luciana                          |                                               | Violent Lips       |
| 2012 | Happening                       | Chiddy Bang                      | Breakfast                                     | EMI Records        |
| 2012 | Hi-Roller Baby                  | Joe Walsh                        | Analog Man                                    | Concord Music      |
| 2012 | Shine Ya Light                  | Rita Ora                         | Ora                                           | Roc Nation         |
| 2012 | Lolita                          | The Veronicas                    |                                               | Sire Records       |
| 2012 | Fingerprint                     | Leona Lewis                      | Glassheart                                    | Sony Music         |
| 2013 | Red                             | Cher                             | Closer to the Truth                           | Warner Bros.       |
| 2013 | Pride                           | Cher                             | Closer to the Truth                           | Warner Bros.       |
| 2014 | Tidal Wave                      | Karmin                           | Pulses                                        | Epic               |
| 2014 | Human                           | Cher Lloyd                       | Sorry I'm Late                                | Epic               |
| 2014 | Line of Fire                    | The Veronicas                    | The Veronicas                                 | Sony Music         |
| 2015 | Mirror Man                      | Ella Henderson                   | Chapter One                                   | Syco               |
| 2018 | N'oublie pas                    | Mylène Farmer                    | Désobéissance                                 | Sony Music         |
| 2018 | Des larmes                      | Mylène Farmer                    | Désobéissance                                 | Sony Music         |